# Lijst van beschermd erfgoed in Aubel
Onderstaande tabel geeft een overzicht van de beschermde erfgoederen in de gemeente Aubel. Het beschermd erfgoed maakt deel uit van het cultureel erfgoed in België.
| Object | Bouwjaar/architect | Deelgemeente | Adres                     | Coördinaten                   | Nummer?                | Afbeelding |
| --- | ------------------ | ------------ | ------------------------- | ----------------------------- | ---------------------- | --- |
| Oratoire St Hubert |                    |              | place F. Nicolaï          | 50° 42' 19" NB, 5° 51' 28" OL | 63003-CLT-0001-01 Info | Oratoire St Hubert |
| Eik op het terrein van Gorhez                                                                                                |                    |              | Gorhez                    | 50° 41' 56" NB, 5° 49' 53" OL | 63003-CLT-0002-01 Info | Eik op het terrein van Gorhez                                                                                                |
| Militaire Amerikaanse Begraafplaats Homburg-Vogelzanck en omgeving                                                           |                    |              | Rue du Mémorial Américain | 50° 42' 29" NB, 5° 53' 22" OL | 63003-CLT-0003-01 Info | Militaire Amerikaanse Begraafplaats Homburg-Vogelzanck en omgeving                                                           |
| Boerderij |                    |              | Gorhez 346Langstraat 343  | 50° 42' 0" NB, 5° 50' 18" OL  | 63003-CLT-0005-01 Info | Boerderij |
| Orgels van de Kerk van Kluis                                                                                                 |                    |              | Route de la Clouse        | 50° 41' 34" NB, 5° 53' 53" OL | 63003-CLT-0007-01 Info | |
| Gevels en daken van gebouw                                                                                                   |                    |              | place Antoine Ernst 9     | 50° 42' 15" NB, 5° 51' 32" OL | 63003-CLT-0008-01 Info | Gevels en daken van gebouw                                                                                                   |
| Gevels en daken van gebouw                                                                                                   |                    |              | place Antoine Ernst 16    | 50° 42' 14" NB, 5° 51' 33" OL | 63003-CLT-0009-01 Info | Gevels en daken van gebouw                                                                                                   |
| Oostelijke déclassée van de gevel van gebouw                                                                                 |                    |              | place Antoine Ernst 29    | 50° 42' 15" NB, 5° 51' 29" OL | 63003-CLT-0010-02 Info | Oostelijke déclassée van de gevel van gebouw                                                                                 |
| De honderd jaar oude kastanje groeiende aan de voorkant van de oude terrein "de Donéa" te Sart-by-Aubel                      |                    |              | Le Sart                   | 50° 42' 38" NB, 5° 48' 21" OL | 63003-CLT-0011-01 Info | De honderd jaar oude kastanje groeiende aan de voorkant van de oude terrein "de Donéa" te Sart-by-Aubel                      |
| Gebouwen die samen de oude abdij van Godsdal vormen te Charneux                                                              |                    |              | Val Dieu                  | 50° 41' 53" NB, 5° 48' 19" OL | 63003-CLT-0016-01 Info | Gebouwen die samen de oude abdij van Godsdal vormen te Charneux                                                              |
| Ensemble gevormd door de gebouwen van de oude abdij van Godsdal en het omliggende land te Charneux                           |                    |              | Val Dieu                  | 50° 41' 46" NB, 5° 48' 24" OL | 63003-CLT-0017-01 Info | Ensemble gevormd door de gebouwen van de oude abdij van Godsdal en het omliggende land te Charneux                           |
| Ensemble gevormd door de uitbreiding van de site bestaande uit gebouwen van de oude abdij van Godsdal en het omliggende land |                    |              | Val Dieu                  | 50° 41' 57" NB, 5° 48' 20" OL | 63003-CLT-0018-01 Info | Ensemble gevormd door de uitbreiding van de site bestaande uit gebouwen van de oude abdij van Godsdal en het omliggende land |